# Попьет

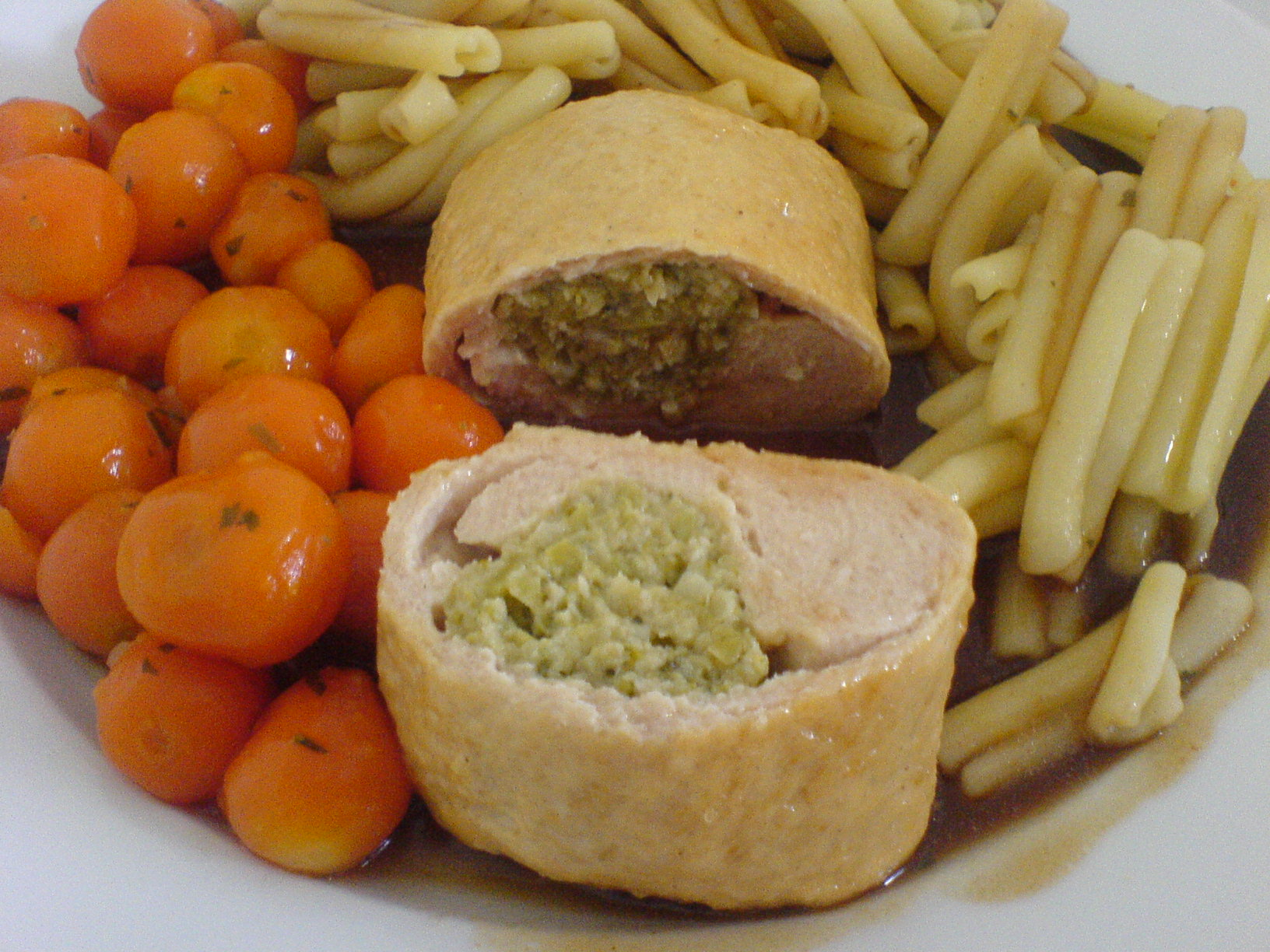
Попьет

Попьет (фр. paupiette) — это тонкий ломтик мяса, обычно говядины или телятины, закатанный с начинкой из овощей, фруктов или сладостей. Он часто используется в рецептах из Нормандии.
Его можно жарить, тушить или выпекать в вине и варить особым способом. Попьеты очень популярны во Франции, продаются в готовом виде в супермаркетах и мясных лавках.
Попьеты можно изготавливать из разных продуктов, таких как мясо цыпленка, говядина, баранина, рыба, телятина, эскалопы индейки или телячье сладкое мясо, а также из капусты.
Попьет — это вид ролла, иногда называемый брачола. Попьетом также может называться классическое французское рыбное блюдо, в котором тонкий ломтик рыбы (тунец, солея или даже анчоус) фаршируется, закатывается и закрепляется спицей перед приготовлением.
Синонимом попьета в Бельгии является oiseau sans tête.

## Примеры блюд с попьетами
- Paupiettes de Volaille Florentine — блюдо, в котором начинку составляют шпинат и прошутто и рис[2].
- Paupiettes of lamb à la créole, где начинкой является свиной фарш с луком и перцем[3].
- Попьеты из индейки по-арабски, где начинка представляет собой свиной фарш, смешанный с дюкселем из обезвоженных грибов, измельчённой петрушкой и яйцами[3].